# Les Angles (Altos Pirineos)
 Les Angles  es una población y comuna francesa, situada en la región de Mediodía-Pirineos, departamento de Altos Pirineos, en el distrito de Argelès-Gazost y cantón de Lourdes-Est.

## Geografía
El pueblo de Les Angles está situado en  Altos Pirineos sobre piamonte pirenaico.
Se encuentra a 7 km de Lourdes. Para ir allí desde Lourdes tomar la salida Bagnères de Bigorre y la carretera secundaria 937 de Lourdes a Bagnères-de-Bigorre hasta Arcizac-ez-Angles, luego, en Arcizac-ez-Angles, tomar la carretera secundaria n°307 sobre 1,5 km.
Les Angles se encuentra en el valle del Echez, afluyente del Adour, que tiene su fuente en el pueblo vecino de Cheust y que atraviesa Les Angles del sur hacia el norte para proseguir hacia Arcizac-ez-Angles.

## Demografía
| 162 | 151 | 130 | 134 | 145 | 141 | 129 |
| Para los censos de 1962 a 1999 la población legal corresponde a la población sin duplicidades (Fuente: INSEE [Consultar]) |     |     |     |     |     |     |